# Волинський короткий літопис
Воли́нський коро́ткий літо́пис — умовна назва пам'ятки, що входить до складу Супрасльського літопису початку XVI століття, знайденого у Супрасльському монастирі (нині територія Польщі, поблизу м. Білосток).

## Короткий опис
Волинський короткий літопис охоплював події від 862 до 1500 року, і поділяється на дві частини — 862–1487 (короткий опис подій на землях Київської Русі і найважливіших, на думку літописця, подій минулого інших держав) і 1487–1500 (події, що стосуються Великого князівства Литовського і Волині зокрема). Творцем його був, очевидно, священик кафедрального собору у Володимирі, близький до володимирського єпископа Вассіана. Коло інтересів автора не виходить за межі Волині та Поділля. Його увагу привернули переважно два сюжети: боротьба волинян проти ординської агресії та події церковної історії, насамперед обрання київським митрополитом Макарія 1495 року та його трагічна загибель. Особливо вирізняється розповідь про події 1496—1497 років. При описі автор використовував і свої враження, і свідчення інших очевидців. До літопису була приєднана не раніше 1515 року «похвала» князеві Костянтину Острозькому, великому гетьманові литовському, герою перемоги 1514 року над московськими військами під Оршею (нині місто, Білорусь). Автор порівнює князя з Антіохом, полководцем Александра Македонського, вірменським царем Тиграном II Великим, біблійними героями.
Зберігається у Російському державному архіві давніх актів у Москві (ф. 181, оп. 1, № 21, 26).